# Glabellula thespia
Glabellula thespia är en tvåvingeart som beskrevs av Neal L. Evenhuis 2009. Glabellula thespia ingår i släktet Glabellula och familjen svävflugor. Inga underarter finns listade i Catalogue of Life.